# 雞角精
雞角精，是台灣的妖怪，傳說在高雄湖內有一本體不明，長有如同雞趾的角的妖怪，危害來往行人。

## 傳說
高雄湖內的海埔三興宮在清治嘉慶22年（1817年）創立，據說建廟是為了退治雞角精，此妖怪可能是當地的木神。
往昔在高雄湖內，有一本體不明，長有如同雞趾的角的妖怪，常出現在當地一老樹下，危害來往行人。當地居地非常害怕這種妖怪，便從鄰庄的大湖碧湖宮迎請王爺來此鎮壓，並建廟奉祀，妖怪從此不再出現。

## 軼聞
根據《新港奉天宮誌》記載，十九世紀道光年間（1820年—1850年），位於雲林、嘉義沿海一代存有害人的雞角精，後被新港奉天宮的虎爺所收服，因而有『笨港媽祖，園寮老虎』之名:34-35。